# Miguel Martínez de Hoz
Miguel Florencio Martínez de Hoz (Buenos Aires, 14 marzo 1832 – Acayuazá, 18 luglio 1868) è stato un militare argentino. Si distinse nelle guerre civili che si succedettero in Argentina durante il XIX secolo e nella guerra della Triplice Alleanza, in cui trovò la morte.

## Biografia
Nato il 14 marzo 1832 a Buenos Aires da Narciso Martínez de Hoz e Josefa Agüero, abbandonò presto gli studi per dedicarsi all'amministrazione dei possedimenti di famiglia.
Dopo aver combattuto nella battaglia di San Gregorio partecipò alla difesa di Buenos Aires assediata dall'esercito di Justo José de Urquiza, distinguendosi per intrepidità e coraggio. Alla conclusione dell'assedio chiese congedo per dedicarsi alla cura dei propri interessi. In questo periodo strinse una solida amicizia con Bartolomé Mitre e aderì alle idee liberiste.

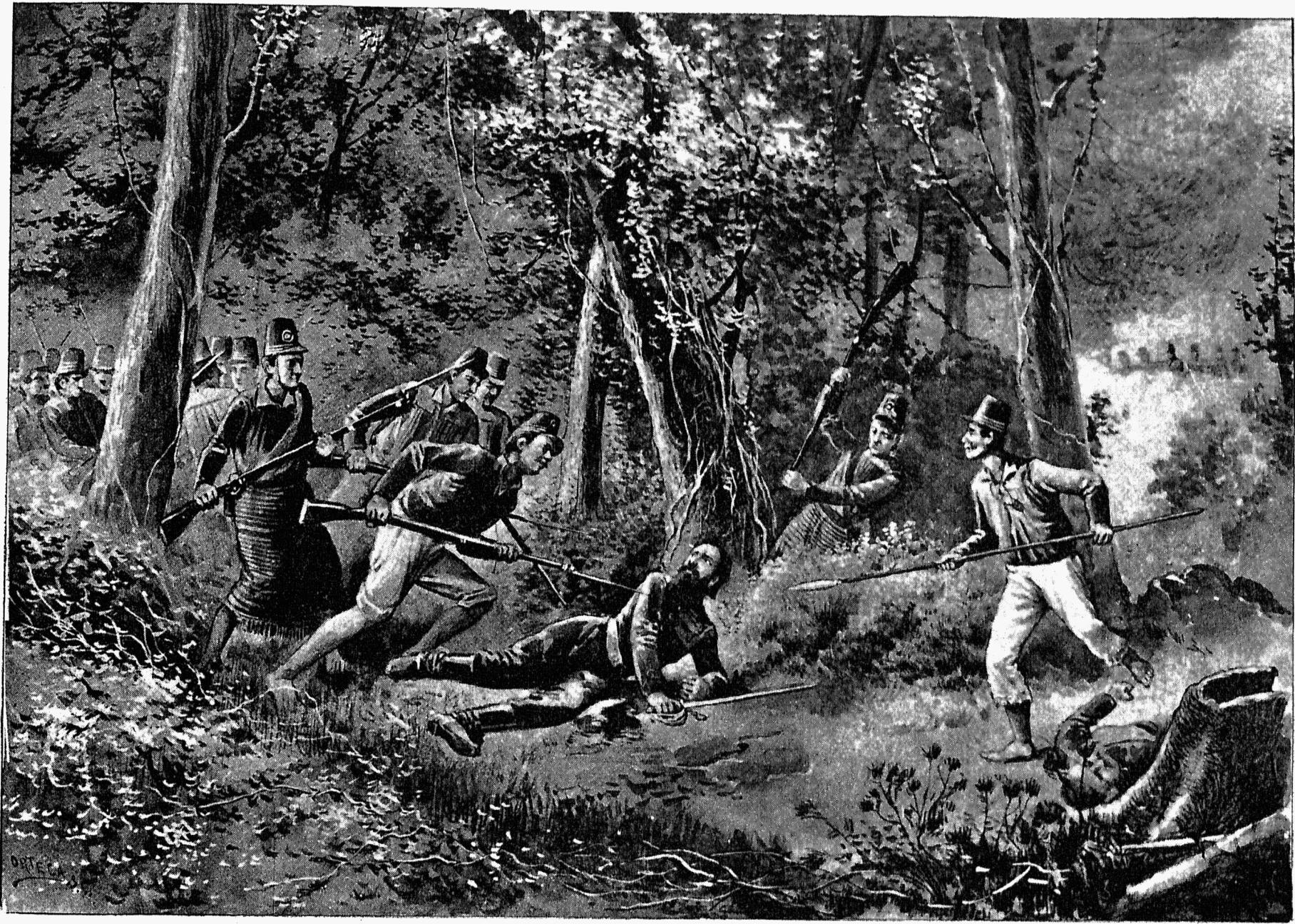
Morte del Colonnello Martinez de Hoz in Acayuazú.

Nel 1859 divenne comandante militare di Lobería; all'arrivo della notizia della sconfitta di Cepeda la sua milizia tentò una sollevazione, che Martínez represse infliggendo castighi esemplari. Nella campagna militare che portò alla battaglia di Pavón gli fu affidato il comando delle milizie di frontiera, incarico al quale rinunciò nel 1862.
Allo scoppio della guerra della Triplice Alleanza si offrì a Mitre come volontario abbandonando l'attività agricola; combatté a Yatay, nell'assedio di Uruguaiana a Pehuajó e nella battaglia di Paso de Patria, dove fu gravemente ferito in azione. Dopo una rapida guarigione rientrò nell'esercito argentino in tempo per partecipare alla battaglia di Tuyutí, dove fu nuovamente ferito.
Nel 1866 fu mandato a sedare una sollevazione scoppiata a Mendoza, tuttavia arrivò con le sue milizie nella città argentina quando la rivolta era già stata sconfitta.
Tornato in Paraguay, Martínez, salito al grado di colonnello, partecipò ancora alla battaglia di Curupayty e alla presa della fortezza di Humaitá. Il 18 luglio 1868 fu incaricato, insieme con il colonnello Gaspar Campos, di effettuare una ricognizione delle posizioni difensive nemiche; durante l'azione il suo battaglione cadde in un'imboscata paraguaiana lasciando sul terreno numerose vittime, compreso il proprio comandante.